# Crambidia
Crambidia is een geslacht van vlinders van de familie spinneruilen (Erebidae), uit de onderfamilie Arctiinae.

## Soorten
- C. allegheniensis Holland, 1903
- C. casta Sanborn, 1869
- C. cephalica Grote & Robinson, 1870
- C. dusca Barnes & McDunnough, 1913
- C. impura Barnes & McDunnough, 1913
- C. lithosioides Dyar, 1898
- C. myrlosea Dyar, 1917
- C. pallida Packard, 1864
- C. pura Bethune-Baker, 1913
- C. roberto Dyar, 1907
- C. scoteola Hampson, 1900
- C. suffusa Barnes & McDunnough, 1912
- C. uniformis Dyar, 1898